# 深世海 Into the Depths
『深世海 Into the Depths』（しんせかい イントゥ ザ デプス、英：Shinsekai: Into the Depths）は、カプコンが開発・発売したサイドビューのアクションゲーム。

## 概要
氷に浸食された地表の下に広がる海中の領域「世海（せかい）」で孤独に生きる潜水服姿の主人公「潜海者（せんかいしゃ/せかいしゃ）」が、現状の様々な謎を解明するべく広い海を探索し最下層の海底を目指す。本作はほぼ全編にわたり海中が舞台で、独特の浮遊感を伴う操作が特徴となっている。作中ではテキストによる物語の説明はなく、探索中に見つかる遺物や演出などからプレイヤーが各自で解釈することになる。
タイトルロゴ等の独特の文字は印鑑に用いられるフォントである印相体をベースにしたもので、数字や英字に関しては本作のために作成したオリジナルフォントを使用している。

## システム
画面上には酸素ボンベ型のゲージが表示されており、酸素を補給しない限り時間経過ごとにゲージが減少し続ける。水中での浮遊状態で酸素を放出するとブースト（高速移動）が使用できるが、この際にはゲージを大きく消費する。特定の場所にあるボンベを拾うとゲージの最大量が増加し、敵の攻撃を受けたり高所から勢いよく落下したりなどするとボンベにひびが入ったのちに破損し最大量が減少する。酸素が尽きた場合または追加のボンベがない状態でダメージを受け続けた場合にゲームオーバーとなる。
探索エリアのいたるところで素材が手に入る。素材は後述の武器の強化やアイテムの生成を行う際に消費する。一部の素材の取得はゲームを進行するうえで必須となっており、潜水服を強化することでより深いエリアへ進めるようになる。
主人公は以下の武器を使用する。初めから所持しているギャフ以外は探索の中で入手する。また、ギャフと射出銛以外は使用回数に限りがあり、素材の消費などにより回数を増やすことができる。
- ギャフ - 敵への近接攻撃を行う。また、地面を叩くことで周囲の地形に隠された素材の位置がマップ上に表示される。
- 連出銛 - 複数の銛を前方広範囲に発射する。
- 射出銛 - ロープで繋がれた銛を発射する。銛が刺さった敵を引き寄せることができるほか、各所の仕掛けにひっかけて作動させるなど攻撃以外の用途もある。
- 投網銛 - 両端に銛がついている帯電状態のロープを発射する。壁などに当てると刺さる。
- 切削銛 - 敵や地形を貫通する銛を発射する。進む速度が遅い。
- 発破銛 - 一定時間後に爆発する銛を発射する。壁などに当てると刺さる。

ゲーム序盤から主人公と行動を共にするキャラクターの「潜導（せんどう）」は、周囲のアイテムを取ってきたり探索に迷った際に簡易的なヒントを出したりする。また、ゲーム中盤で手に入る潜水艦に乗ると水中の高速移動が可能となり、潜水艦から出た後には酸素供給ケーブルに繋がれた状態で一定範囲を探索できる。
ゲームの進行と関係のない収集アイテムとして「謎のオブジェ」があるが、この中には往年のカプコンのゲームソフトに登場するアイテムの「弥七」や「牛」などが含まれている。
エンディングを迎えた後に解禁される要素として、作品内の楽曲を聞くことができるモード「自動演奏装置」と、セーブができない状態でプレイしゲームオーバー後に最初からやり直しとなるタイムアタックモード「臨時潜水」がある。

## 開発
本作の開発は、カプコンが当時開発していたプロジェクトが終わり時間的な空白ができた川田脩壱などの企画担当者3人によって密かに始められ、約4か月でプロトタイプを作った後に上司に提示して正式なプロジェクトとなった。開発チームはカプコンのソフトとしては少人数の25人ほどで構成され、往年のゲーム作りのように一人で複数の仕事を掛け持ちする手法で進められた。
ディレクターを務める川田は『バイオハザード』シリーズや『ロストプラネット』シリーズなど3Dゲームに多く携わってきたが、自身は2Dアクションゲーム好きで模型作りも趣味としていることから、これまで培ってきた3Dの技術を使って模型のような見た目の2Dゲームを作りたいという考えを作品に反映させている。また、浮遊感のある操作性にするという開発コンセプトは任天堂の往年のゲームソフト『バルーンファイト』の影響があり、これを現代風なものにできないかという考えと川田が当時関心を持っていた潜水服のアイデアが合致して水中を舞台とすることになった。

## 受賞
- CEDEC AWARDS 2020 サウンド部門 優秀賞（他作品と共同）[10]